# Giordano Bruno do Nascimento
Giordano Bruno do Nascimento (* 16. Mai 1981 in Paranaguá) ist ein brasilianischer Komponist und Dirigent.

## Werdegang
Giordano Bruno do Nascimento wurde in der brasilianischen Stadt Paranaguá im Süden des Landes geboren. Im Alter von 9 Jahren erhielt er Orgelunterricht und komponierte sein erstes Werk, ein Stück für Klavier, das er ein Jahr später selbst zur Uraufführung brachte. Mit 14 Jahren zog er in die nahe gelegene Stadt Curitiba, wo er seine musikalische Ausbildung und Kompositionsarbeit fortsetzte. Hier erlernte er autodidaktisch das E-Gitarren-, Flöten- und E-Bass-Spiel sowie den klassischen Gesang und erhielt seinen ersten Unterricht im popularen Gesang. Bis zu seinem 18. Lebensjahr komponierte Giordano Bruno do Nascimento Werke für Klavier und seine ersten zwei Sinfonien. Im Jahr 2003 folgte die erste Oper (Jimmy and Hellen), und es folgten Kompositionen für Populär- und Rockmusik.
2004 erlernte er das Kontrabassspiel und arbeitete damit im sinfonischen Orchester Paranaguá. Kompositorisch folgten Gesangsstücke. Das Studium der Geschichte eröffnete ihm die Möglichkeit der Untersuchung alter südbrasilianischer Lieder für die Wiederaufführung in Konzerten. Nach diesen Konzerten erhielt Giordano Bruno do Nascimento eine Einladung des Konservatoriums in Adria, Italien, um dort ein Studium in klassischem Gesang zu beginnen. Daraufhin verließ er sein Geburtsland Brasilien im Jahr 2005.
Ein Jahr später entschied sich do Nascimento, nach Deutschland zu gehen, um seine eigenen Werke uraufführen zu lassen. Über mehrere Stationen gelangte er nach Berlin und Cottbus.
Während seines Gesangspädagogikstudiums erhielt er Dirigierunterricht bei Tibor Istvanfi und ließ im Rahmen des Cottbuser Musikherbstes und in Zusammenarbeit mit dem Hochschulchor und Hochschulorchester mehrere seiner Werke uraufführen: unter anderem 30 Kammermusikwerke, 3 Orchesterwerke und ein Chorwerk. Er erhielt den DAAD-Preis für hervorragende Leistung.
Von 2013 bis 2019 studierte do Nascimento Komposition bei Reinhard Wolschina und Michael Obst sowie Dirigieren bei Juri Lebedev an der Hochschule für Musik Franz Liszt Weimar und erhielt ein Graduiertenstipendium für die Komposition der Oper Die Wahrheitsschwestern.
Er brachte unter seiner eigenen Leitung die Opern Lucie, Die Marmorpuppe, Die schönere Wahrheit (Libretto: Lisa Astrid Mayer) und Global Players (Libretto: Lisa Astrid Mayer), Die Wahrheitsschwestern (Libretto: Amanda Lasker-Berlin) und Mutter (Libretto: Romina Nikolić) zur Aufführung.
Seine Werke wurden bei Festivals in verschiedenen Ländern gespielt: unter anderem beim Pan Music Festival in Seoul, beim DCMF in Daegu, Il Suono in Italien, in der Klangwerkstatt Berlin, beim Sao Paulo Contemporary Music Festival, beim B-Classic Festival Belgien, in Paris und in der Berliner Pyramidale.
Als Dirigent hatte er unter seiner Leitung mehrere Ensembles und Orchester: unter anderem die Landeskapelle Eisenach, das Universitätsorchester der Bauhaus-Universität Weimar und ein Kammerensemble im Deutschen Nationaltheater in Weimar.
Zurzeit lebt Giordano Bruno do Nascimento als freischaffender Komponist in Weimar.
Sein Schaffen umfasst mehr als 200 Kompositionen.

## Werkverzeichnis

### Oper
- Lucie. Oper in II Akten: eigenes Libretto – Uraufführung: 26. November 2014, Theater Belvedere Weimar
- Die Marmorpuppe. Oper in III Akten: eigenes Libretto – Uraufführung: 6. Januar 2016, Theater Belvedere Weimar
- Die schönere Wahrheit. Oper in drei Akten: Libretto von Lisa Astrid Mayer – Uraufführung: Februar 2017, Weimar
- Global Players. Oper in einem Bild: Libretto von Lisa Astrid Mayer – Uraufführung: 19. Oktober 2018, Weimar
- Die Wahrheitsschwestern. Oper in drei Akten: Libretto von Amanda Lasker-Berlin – Uraufführung: Oktober 2019, Weimar
- Mutter. Oper in zwei Akten: Libretto von Romina Nikolić – Uraufführung: Oktober 2021, Weimar

### Orchesterwerke
- Dein verdecktes Dasein für kleines Orchester: Auftragswerk für die Landeskapelle Eisenach – Uraufführung: 16. April 2015, Georgenkirche Eisenach
- Der Skeptiker und der Konformer für Orchester und Bariton – Uraufführung: Oktober 2016, Theater Rudolstadt
- Nemesis Requiem für Streichorchester
- Absolution für Kammerorchester – Uraufführung: September 2013, Weimar
- Partialtango für Kammerorchester – Uraufführung: April 2017, Weimar
- Zyklischer Abschied für Kammerorchester – Uraufführung: Oktober 2016
- Delirium für Kammerorchester
- Das antigas origens für großes Orchester
- Sinfonietta Nr. 3 – Der Zirkus des Schicksals für Blasorchester: Im Auftrag des Cottbuser Blasorchesters – Uraufführung: August 2012
- Sinfonietta Nr. 2 – Tanz des Mondes für großes Orchester – Uraufführung: Oktober 2011, Cottbus
- Sinfonietta Nr. 1 – Der Diktator des Nichts für großes Orchester – Uraufführung: Oktober 2010, Cottbus

### Theatermusik
- Kaltes Herz für Ensemble: im Auftrag vom Clubtheater Weimar

### Filmmusik
- Ein Schuss Grand Marnier

### Kammermusik
- Passagio für Flöte, Klarinette, Violine und Violoncello – Uraufführung: Juli 2017 – Città di Castello, Italien
- Pop – U – Listen (Collision) für Akkordeon und Violoncello – Uraufführung: September 2017 – Erfurt
- Tripple Collision für Flöte, Akkordeon und Cello – Uraufführung: Oktober 2017 – Sondershausen
- Partialholz für Klarinette
- Gudrun und die dunkle Fee für Akkordeon – Uraufführung: Oktober 2017 – Potsdam
- Auf der Suche nach dem verlorenen Aether für Flöte, Klarinette, Akkordeon, Violine und Cello – Uraufführung: Oktober 2016 – Weimar
- Licht, wo gehen wir hin? für drei Violinen – Uraufführung: November 2014 – Weimar
- Speed Picking für siebensaitige E-Gitarre und Cello
- Menschliches Verwesen für live Elektronik, drei Violinen und Viola
- Buzzing the Buzzer für Horn und Akkordeon
- Lux, lux nostra für Streichquartett
- Lux, lux nostra für Streichtrio
- Der Entenführer für Horn, Trompete und Posaune
- Milch des Mondes für Kammerensemble
- Die Toten fahren über’s Meer für 8 Flöten und Akkordeon
- Im Schatten deines Ichs für Klarinette, Klavier, Violine und Cello
- Buzzing für Klarinette, Akkordeon, Violine und Violoncello
- Ich… ich… Ich wollte dir nur sagen…, dass… für Alt-Saxofon
- Weihnachtliche Geschichte für Cello und Klavier
- Der Geist ohne Gesicht für Klarinette und Klavier
- Deutsche Samba für einen gestörten Sopran für Sopran und Klavier
- Düstere Fantasien für zwei Harfen und Alt-Saxofon
- Die Mondaugen der dunklen Fee für Veeh-Harfe und Xaphoon
- Über den Schmerz und andere wilde Tiere für Saxofon-Quartett
- Blue Light für Jazz-Sängerin und Ensemble
- Speed für Gitarre und Saxofon
- Ga-ga-ih-geh für Geige Solo
- Thank you for traveling with DB für Akkordeon und Gummischweine

### Vokalwerke
- Solo il sole für Sopran und Bariton solo – Uraufführung: 30. September 2017 – Basel, Schweiz
- Where the rain burns für Chor – Uraufführung: Juni 2010, Chor der BTU Cottbus
- Tfnas ’Hur für Chor – Uraufführung: Oktober 2010 – Cottbus
- In those insane black tears für Sopran und Klavier
- Ruh’ Sanft für Sopran und Klavier
- Das Flüstern des Waldes Lieder für Bass mit Klavierbegleitung und zwei Klarinetten

### Schulwerke
- Monotonie. Gesangsintonationsschule

### Bearbeitungen
- Cellokonzert von Edward Elgar für Viola und Streichorchester
- Allegretto Scherzando aus Sonatinen op.44 von Hanns Eisler für Orchester
- Themen aus dem Rheingold und Götterdämmerung von R. Wagner für Quintett
- Enter Sandman von Metallica für Akkordeonorchester